# Brigitte Rabald
Brigitte Rabald (née en 1934 à Markkleeberg, morte le 2 septembre 2019 à Leipzig) est une chanteuse allemande.

## Biographie
Après ses études scolaires, Brigitte Rabald commence un apprentissage à la Handelsorganisation à 17 ans. Le chant est sa passion. Käthe Brinkmann, la mère de Frank Schöbel, la forme à la projection vocale et aux techniques de respiration. Pour la première fois, elle ose prendre le micro au Forsthaus Raschwitz, une salle de danse de sa ville natale à cette époque, où jouent les orchestres de Kurt Henkels et d'Alo Koll. Peu de temps après, Sei nicht so stolz et Reg dich nicht auf, les premiers enregistrements radio de Kurt Henkels, sont réalisés au Funkhaus Leipzig.
En 1954, elle prend la première et la troisième place du classement annuel de Schlagerlotterie, une émission de Rundfunk der DDR, avec les titres Das ist Liebe auf den ersten Blick et Wer jung ist, der verliebt sich. En 1955, elle est élue chanteuse de schlager la plus populaire de la RDA par les lecteurs du journal jeunesse Junge Welt. Elle joue de petits rôles au cinéma.
Elle épouse Alo Koll en 1956. Le couple a une fille et un fils. Brigitte Rabald prend sa retraite de l'industrie musicale dans les années 1960. En 1982, le couple déménage à Aix-la-Chapelle, la ville natale d'Alo Koll, où Alo Koll meurt deux ans plus tard. Brigitte Rabald déménage chez sa fille en Floride. En 2000, elle revient à Leipzig. Elle passe les deux dernières années de sa vie dans une résidence pour personnes âgées à Leipzig.

## Discographie
- 1953 : Reg dich nicht auf, (Kurt Wichmann / Lem Arcon)
- 1954 : Ach, Fips, du bist wie ein Apoll (avec Fips Fleischer ; Alo Koll / Johannes Kretzschmar)
- 1954 : Bella Bimba (Oscar de Mejo / Kurt Feltz)
- 1954 : Entscheide dich (Helmut Nier / Willy Schüller)
- 1955 : Bist du´s oder bist du´s nicht (Gerd Natschinski)
- 1956 : Das ist Liebe auf den ersten Blick (Gerd Natschinski / Günter Loose)
- 1956 : Das kann doch keine Sünde sein (Heino Gaze / Günther Schwenn)
- 1956 : Sing, baby, sing (Heinz Gietz / Kurt Feltz)
- 1958 : Das Herz einer Frau (Alo Koll / Helmut Kießling)
- 1962 : Fremder, hör´ meine Melodie (Alo Koll / Willy Schüller)

## Filmographie
- 1955 : Star mit fremden Federn
- 1962 : Was halten Sie von Musik?